# Landschaftsschutzgebiet Füchtener Heide/Fürstenberg
Das Landschaftsschutzgebiet Füchtener Heide/Fürstenberg mit 275 ha Flächengröße liegt in der Gemeinde Ense im Kreis Soest. Das Gebiet wurde 2006 mit dem Landschaftsplan V Ense-Wickede durch den Kreistag als Landschaftsschutzgebiet (LSG) ausgewiesen. Der LSG liegt südlich von Lüttringen. Das LSG geht bis an den Siedlungsrand. Im Norden grenzt das Landschaftsschutzgebiet Bremer-, Banner- und Wamelbachsystem und Landschaftsschutzgebiet Ruhrterrassen an. Im Osten das Landschaftsschutzgebiet Tiefes Tal/Langesberg/Höinger Berg an. Im Süden geht das LSG bis zur Kreisgrenze. Im Hochsauerlandkreis grenzt das Landschaftsschutzgebiet Totenberg an. Die Bundesautobahn 45 bzw. eine kleine Teilfläche vom Naturschutzgebiet Ruhraue (Kreis Soest) grenzt das LSG im Westen ab.

## Beschreibung
Das LSG umfasst den bewaldeten Fürstenberg. Südlich von Lüttringen und bei Füchtener Heide liegen einige Grünlandflächen.

## Schutzzweck
Die Ausweisung erfolgte wie bei anderen LSGs im Landschaftsplangebiet zur Erhaltung oder Wiederherstellung der Leistungsfähigkeit des Naturhaushaltes; wegen der Vielfalt, Eigenart oder Schönheit des Landschaftsbildes oder wegen ihrer besonderen Bedeutung für die Erholung.

## Rechtliche Vorschriften
Wie in den anderen Landschaftsschutzgebieten im Landschaftsplangebiet besteht im LSG ein Verbot, Bauwerke zu errichten. Die Untere Naturschutzbehörde kann Ausnahme-Genehmigungen für Bauten aller Art erteilen. Wie in den anderen Landschaftsschutzgebieten besteht im LSG ein Verbot, Weihnachtsbaum-, Schmuckreisig- und Baumschul-Kulturen anzulegen. Es ist z. B. auch verboten, Bäume, Sträucher, Hecken, Feld- oder Ufergehölze zu beseitigen oder zu schädigen.